# Kevin Carter
Kevin Carter (n. 13 septembrie 1960, Johannesburg, Africa de Sud – d. 27 iulie 1994, Johannesburg, Africa de Sud) a fost un fotoreporter sud-african și membru al Clubului Bang-Bang . El a primit în 1994 un premiu Pulitzer pentru fotografia sa care înfățișează foametea din 1993 în Sudan. Și-a luat viața la 33 de ani. Povestea sa este descrisă în cartea The Bang Bang Club,  scrisă de Greg Marinovich și João Silva și publicată în 2000.

## Tinerețe
Kevin Carter s-a născut în Johannesburg, Africa de Sud și a crescut într-un cartier de clasă mijlocie, numai pentru albi. În copilărie, a văzut ocazional raiduri ale poliției pentru arestarea persoanelor de culoare care locuiau ilegal în zonă. El a spus mai târziu că a pus la îndoială modul în care părinții săi, o familie catolică, „liberală”, ar putea fi ceea ce el a descris drept „lipsit de loialitate” în ceea ce privește lupta împotriva apartheidului. 
După liceu, Carter a renunțat la studii pentru a deveni farmacist și a fost înrolat în armată . Pentru a scăpa de infanterie, s-a înrolat în Forțele Aeriene în care a slujit patru ani. În 1980, a asistat la insultarea unui chelner negru. Carter l-a apărat pe bărbat, astfel ajungând să fie bătut grav de ceilalți militari. Apoi a plecat nemotivat, încercând să înceapă o nouă viață ca disc-jockey radio numit „David”. Totuși, acest lucru s-a dovedit mai dificil decât anticipase. La scurt timp după aceea, a decis să servească restul serviciului său militar necesar. După ce a asistat la bombardamentul Church Street din Pretoria în 1983, a decis să devină fotograf de știri și jurnalist. 

## Munca timpurie
Carter începuse să lucreze ca fotograf sportiv în weekend în 1983. În 1984, a început să lucreze pentru Johannesburg Star, continuând să expună brutalitatea apartheidului.
Carter a fost primul care a fotografiat o execuție publică de „necklacing” de către negrii africani în Africa de Sud la mijlocul anilor '80. Carter a vorbit mai târziu despre imagini: „Am fost îngrozit de ceea ce făceau. Dar apoi oamenii au început să vorbească despre acele imagini ... apoi am simțit că acțiunile mele nu au fost deloc rele. A fi martor la ceva atât de oribil nu era neapărat un lucru atât de rău de făcut." 

## În Sudan
În martie 1993, Robert Hadley de la Operațiunea ONU Lifeline Sudan i-a oferit lui João Silva posibilitatea de a călători în Sudan și de a raporta despre foametea din Sudanul de Sud încorporată cu rebelii în războiul civil din acea zonă. Silva i-a spus lui Carter, care a considerat că este o oportunitate de a-și extinde cariera independentă și de a folosi munca ca o modalitate de abordare a problemelor personale. Operațiunea Lifeline Sudan a avut dificultăți de finanțare,  iar ONU au crezut că mediatizarea foametei și a nevoilor zonei ar ajuta organizațiile de ajutor să susțină finanțarea. Silva și Carter erau apolitici și doreau doar să fotografieze.
După ce au zburat la Nairobi, cei doi au aflat că noi lupte din Sudan îi vor obliga să aștepte în acel oraș la nesfârșit. În acest timp, Carter a făcut o excursie de o zi cu ONU la Juba, în sudul Sudanului, pentru a fotografia o barjă cu ajutor alimentar pentru regiune. Curând după aceea, ONU a primit permisiunea unui grup rebel de a zbura ajutor alimentar către Ayod . Hadley i-a invitat pe Silva și pe Carter să zboare acolo cu el. Odată ajunși în Ayod, Silva și Carter s-au despărțit pentru a fotografia fotografii ale victimelor foametei, discutând între ei situațiile șocante la care erau martori. Silva a găsit soldați rebeli care l-ar putea duce la cineva cu autoritate. Carter i s-a alăturat. Unul dintre soldați, care nu vorbea engleza, era interesat de ceasul de mână a lui Carter. Carter i-a oferit cadou ceasul ieftin.  Soldații au servit ca gărzi de corp. 

### Fotografie a Premiului Pulitzer în Sudan
Carter a realizat o imagine cu ceea ce părea a fi o fetiță, căzută la pământ de foame, în timp ce un vultur o pândea pe pământ în apropiere. El i-a spus lui Silva că a fost șocat de situația pe care tocmai a fotografiat-o și că a alungat vulturul. Câteva minute mai târziu, Carter și Silva s-au îmbarcat într-un avion mic al ONU și au părăsit Ayod spre Kongor. 
Vândută către The New York Times, fotografia a apărut pentru prima dată la 26 martie 1993 și s-a sindicalizat în întreaga lume. Sute de persoane au contactat ziarul pentru a întreba de soarta fetei. Ziarul spunea că, potrivit lui Carter, „ea și-a revenit suficient pentru a-și relua drumul după ce vulturul a fost alungat”, dar nu se știe dacă a ajuns la centrul alimentar al ONU”. În aprilie 1994, fotografia a câștigat Premiul Pulitzer pentru fotografia de lungmetraj . 
În 2011, tatăl copilului a dezvăluit că copilul era de fapt un băiat, Kong Nyong, și că a fost îngrijit de stația de ajutor alimentar ONU. Nyong murise cu patru ani înainte, c. 2007, de „febră”, potrivit familiei sale.

## Altă muncă
În martie 1994, Carter a făcut o fotografie a celor trei membri ai Afrikaner Weerstandsbeweging care au fost împușcați în timpul invaziei lor avortante din Bophuthatswana chiar înainte de alegerile din Africa de Sud. La jumătatea incidentului, Carter a rămas fără film, dar avea totuși suficiente imagini pentru a le furniza către ziare din întreaga lume. Eamonn McCabe de la The Guardian a spus: "A fost o imagine care a făcut aproape fiecare pagină din lume, singura fotografie reală a întregii campanii". 

## Premii
În aprilie 1994, fotografia lui Carter a unui copil sudanez înfometat care era privit de un vultur a câștigat Premiul Pulitzer pentru fotografia de lungmetraj.

## Moarte
La 27 iulie 1994, Carter a condus la Parkmore lângă Field and Study Center, o zonă în care obișnuia să se joace în copilărie și a murit lipind un capăt al furtunului de țeava de eșapament a camionetei sale și conducând celălalt capăt la fereastra laterală a șoferului. A murit de otrăvire cu monoxid de carbon la vârsta de 33 de ani. Părți din nota de sinucidere a lui Carter citeau:
„Îmi pare foarte, foarte rău. Durerea vieții primează bucuria până la punctul în care acea bucurie nu există...deprimat...fără telefon...bani pentru chirie...bani pentru ajutorul copilului...bani pentru datorii...bani!!!...Sunt bântuit de amintirile vii cu ucideri și cadavre și furie și durere...de foamete sau copii răniți, de nebuni însetați de sânge, deseori poliția, de călăi ucigași...am plecat să mă alătur lui Ken dacă sunt atât de norocos.”
Ultima linie este o referință la colegul său recent decedat Ken Oosterbroek . 

## În cultura populară
Melodia " Kevin Carter " din 1996 a trupei rock Manic Street Preachers, de pe al patrulea album Everything Must Go, a fost inspirată din viața și sinuciderile lui Carter. Versurile au fost scrise de Richey Edwards cu puțin timp înainte de dispariția sa .
Albumul Poets and Madmen din 2001, al trupei americane de heavy metal Savatage, este inspirat din viața și moartea lui Kevin Carter.
În filmul din 2010 The Bang Bang Club, Carter a fost interpretat de Taylor Kitsch.